# Għar Ħasan
Għar Ħasan är en grotta i republiken Malta. Den ligger i kommunen Birżebbuġa, i den sydöstra delen av landet. Għar Ħasan ligger 51 meter över havet.
Terrängen runt Għar Ħasan är platt. Havet är nära Għar Ħasan åt sydost. Närmaste större samhälle är Birżebbuġa, 2,2 kilometer norr om Għar Ħasan. 